# پمپ گیرنده مواد غیرتبخیری

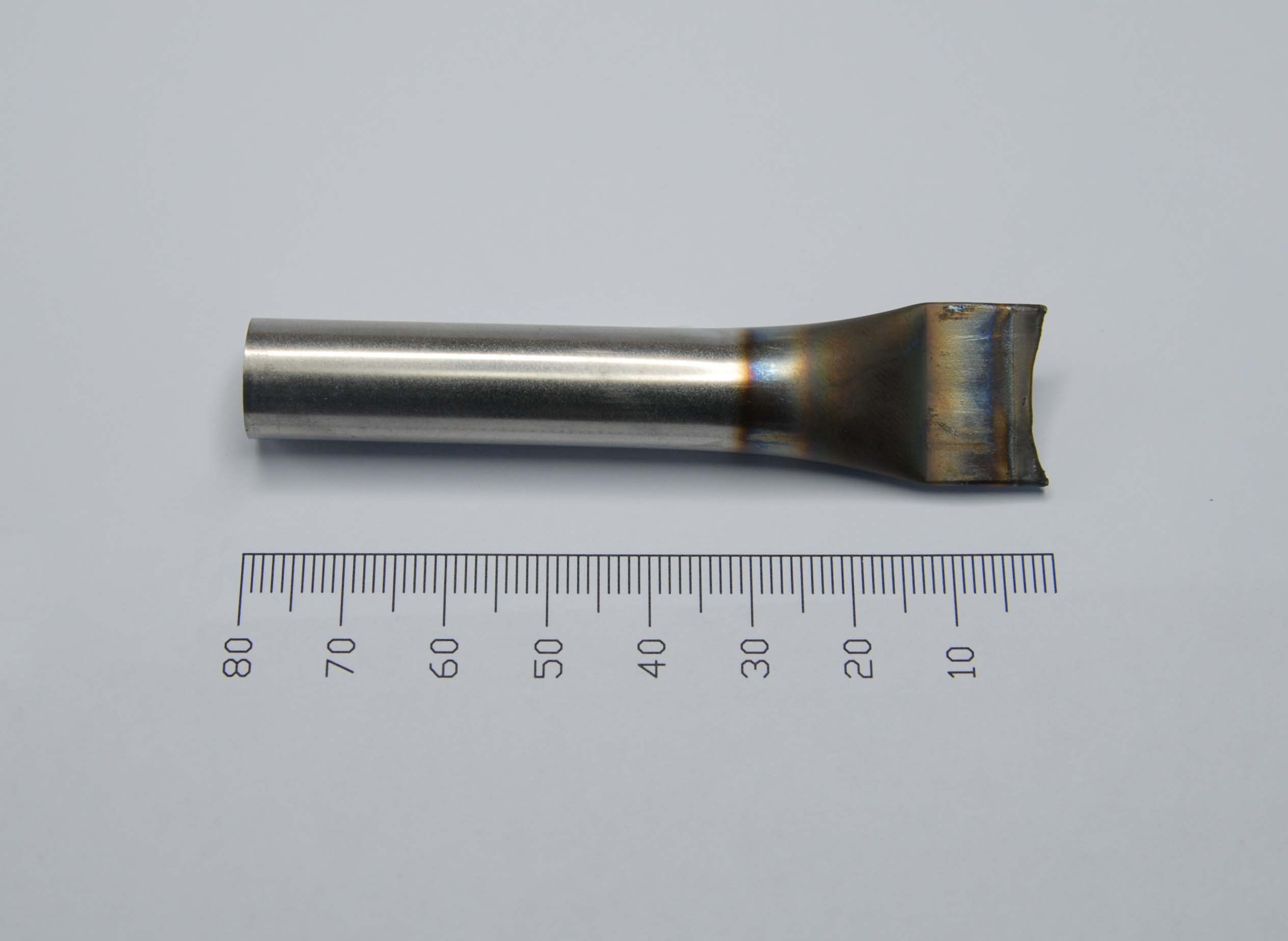
پمپ گیرنده مواد غیرتبخیری

پمپ گیرنده مواد غیرتبخیری (به انگلیسی: Non-Evaporable Getter) نوعی پمپ خلاء است که بر اساس جذب سطحی مولکول‌های گاز توسط فلزات کار می‌کند. این دستگاه معمولاً شامل آلیاژهای متخلخل یا ترکیبی از پودرهای آلومینیوم، زیرکونیم، تیتانیم، وانادیم و آهن است. این پودرها با جذب و به دام انداختن مولکول‌های باقی مانده به حفظ خلاء نسبی کمک می‌کنند. این کار با تشکیل محصولات پایدار از ترکیب این گازها با مواد داخل گیرنده اتفاق می‌افتد.
این پمپ‌ها قابلیت ایجاد خلأئی تا فشار {\textstyle 10^{-7}}پاسکال را دارد.